# Grootaartsbisschop

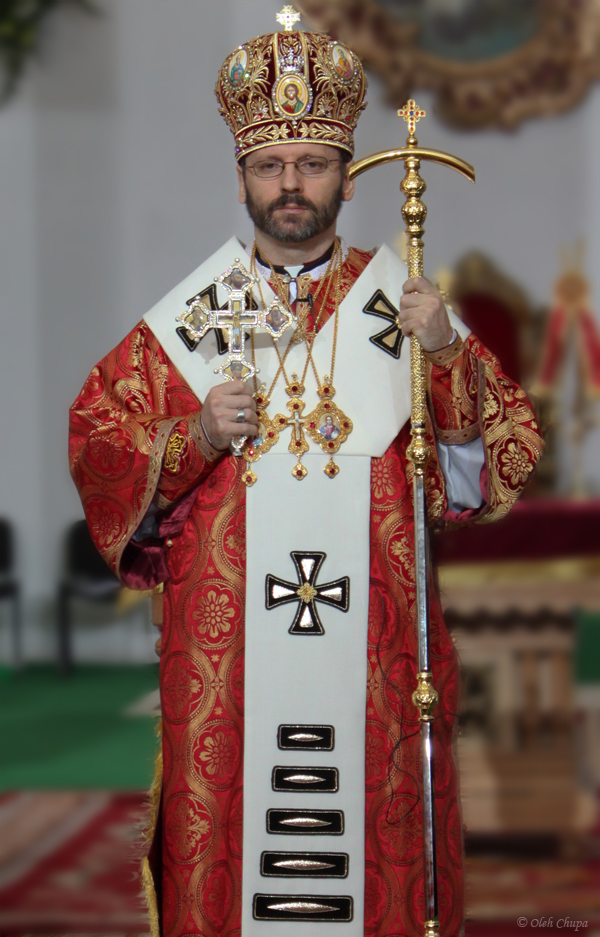
Svjatoslav Sjevtsjoek, grootaartsbisschop van Kiev-Galicië

Een grootaartsbisschop is een bisschop aan het hoofd van een grootaartsbisdom. Deze titel wordt gebruikt binnen de oosters-katholieke kerken. Een grootaartsbisschop is vergelijkbaar met een aartsbisschop in de Latijnse Kerk, en staat op grond van zijn kerkrechtelijke jurisdictie tussen een patriarch en een aartsbisschop gerangschikt.
Op dit moment zijn er vier grootaartsbisschoppen in de oosters-katholieke kerken:
- Grootaartsbisschop van Kiev-Galicië (Oekraïense Grieks-Katholieke Kerk):

Sinds 25 maart 2011 staat grootaartsbisschop Svjatoslav Sjevtsjoek aan het hoofd van deze geünieerde kerk.
- Grootaartsbisschop van Făgăraş și Alba Iulia (Roemeense Grieks-Katholieke Kerk):

Sinds 4 juli 1994 staat grootaartsbisschop Lucian Mureșan aan het hoofd van deze geünieerde kerk.
- Grootaartsbisschop van Ernakulam-Angamaly (Syro-Malabar-Katholieke Kerk):

Sinds 9 januari 2024 staat grootaartsbisschop Raphael Thattil aan het hoofd van deze geünieerde kerk.
- Grootaartsbisschop van Trivandrum (Syro-Malankara-Katholieke Kerk):

Sinds 8 februari 2007 staat grootaartsbisschop-katholikos Baselios Cleemis aan het hoofd van deze geünieerde kerk.